# Cirencester
Cirencester (pronuncia [ˈsaɪrənsɛstər] o [ˈsaɪrənstər], localmente [ˈsɪsɪstər] oppure [ˈsɪsɪtər] e [ˈsɪstər]) è una piccola cittadina del Gloucestershire.
Di origine romana, fu la seconda città per abitanti della Britannia romana. Divenne famosa nel Regno Unito, in Epoca vittoriana, per la sua rinomata Università.

## La romanaCorinium
Fondata dai Romani, Corinium arrivò ad essere una ricca città con oltre 12 000 abitanti. Probabilmente ebbe nel IV secolo il titolo di capitale provinciale della Britannia Prima.

## Luoghi da visitare
Notevole il Museo di Corinium, ricco di reperti romani, anche se non è stato ancora scavato l'anfiteatro romano.
Da visitare la cattedrale, in stile gotico e il giardino pubblico che si estende per oltre 6000 ettari.
A Cirencester è inoltre presente il Royal Agricultural College sede di una delle più prestigiose università inglesi. Durante l'estate, il college accoglie ragazzi da tutto il mondo, a cui offre ospitalità per vacanze-studio finalizzate all'apprendimento dell'inglese.

## Amministrazione

### Gemellaggi
- Saint-Genis-Laval
- Itzehoe